# 9e parallèle nord
Pour les articles homonymes, voir 9e parallèle.
En géographie, le 9e parallèle nord est le parallèle joignant les points de la surface de la Terre dont la latitude est égale à 9° nord.

## Géographie

### Dimensions
Dans le système géodésique WGS 84, au niveau de 9° de latitude nord, un degré de longitude équivaut à 109,958 km ; la longueur totale du parallèle est donc de 39 585 km, soit environ  98,8% de celle de l'équateur. Il en est distant de 995 km et du pôle Nord de 9 007 km,.
Comme tous les autres parallèles à part l'équateur, le 9e parallèle nord n'est pas un grand cercle et n'est donc pas la plus courte distance entre deux points, même situés à la même latitude. Par exemple, en suivant le parallèle, la distance parcourue entre deux points de longitude opposée est 19 792 km ; en suivant un grand cercle (qui passe alors par le pôle nord), elle n'est que de 18 014 km.

### Durée du jour
À cette latitude, le soleil est visible pendant 12 heures et 39 minutes au solstice d'été, et 11 heures et 36 minutes au solstice d'hiver.